# Liste der Biografien/Ze
Liste der Biografien |
Portal Biografien |
Personensuche
# |
A |
B |
C |
D |
E |
F |
G |
H |
I |
J |
K |
L |
M |
N |
O |
P |
Q |
R |
S |
T |
U |
V |
W |
X |
Y |
Z |
?
 
Za |
Zb |
Zc |
Zd |
Ze |
Zf |
Zg |
Zh |
Zi |
Zj |
Zk |
Zl |
Zm |
Zn |
Zo |
Zr |
Zs |
Zu |
Zv |
Zw |
Zy |
Zz
 
Zea |
Zeb |
Zec |
Zed |
Zee |
Zef |
Zeg |
Zeh |
Zei |
Zej |
Zek |
Zel |
Zem |
Zen |
Zeo |
Zep |
Zeq |
Zer |
Zes |
Zet |
Zeu |
Zev |
Zew |
Zey |
Zez
Die Liste der Biografien führt alle Personen auf, die in der deutschsprachigen Wikipedia einen Artikel haben. Dieses ist eine Teilliste mit 20 Einträgen von Personen, deren Namen mit den Buchstaben „Ze“ beginnt.

## Ze
- Zé Carlos (1945–2018), brasilianischer Fußballspieler
- Zé Carlos (1962–2009), brasilianischer Fußballtorwart
- Zé Carlos (* 1983), brasilianischer Fußballspieler
- Zé Eduardo (* 1987), brasilianischer Fußballspieler
- Zé Elias (* 1976), brasilianischer Fußballspieler
- Zé Gabriel (* 1999), brasilianischer Fußballspieler
- Ze Jeimphaung, Lucas Dau (* 1962), myanmarischer Ordensgeistlicher und römisch-katholischer Bischof von Lashio
- Zé Kalanga (* 1983), angolanischer Fußballspieler
- Zé Luís (* 1991), kap-verdischer Fußballspieler
- Zé Marco (* 1971), brasilianischer Beachvolleyballspieler
- Zé Maria (* 1949), brasilianischer Fußballspieler
- Ze Naw Bamvo, Esther (* 1993), myanmarische Menschenrechtsaktivistin
- Zé Roberto (* 1974), brasilianischer FußballspielerZé Roberto (* 1974)

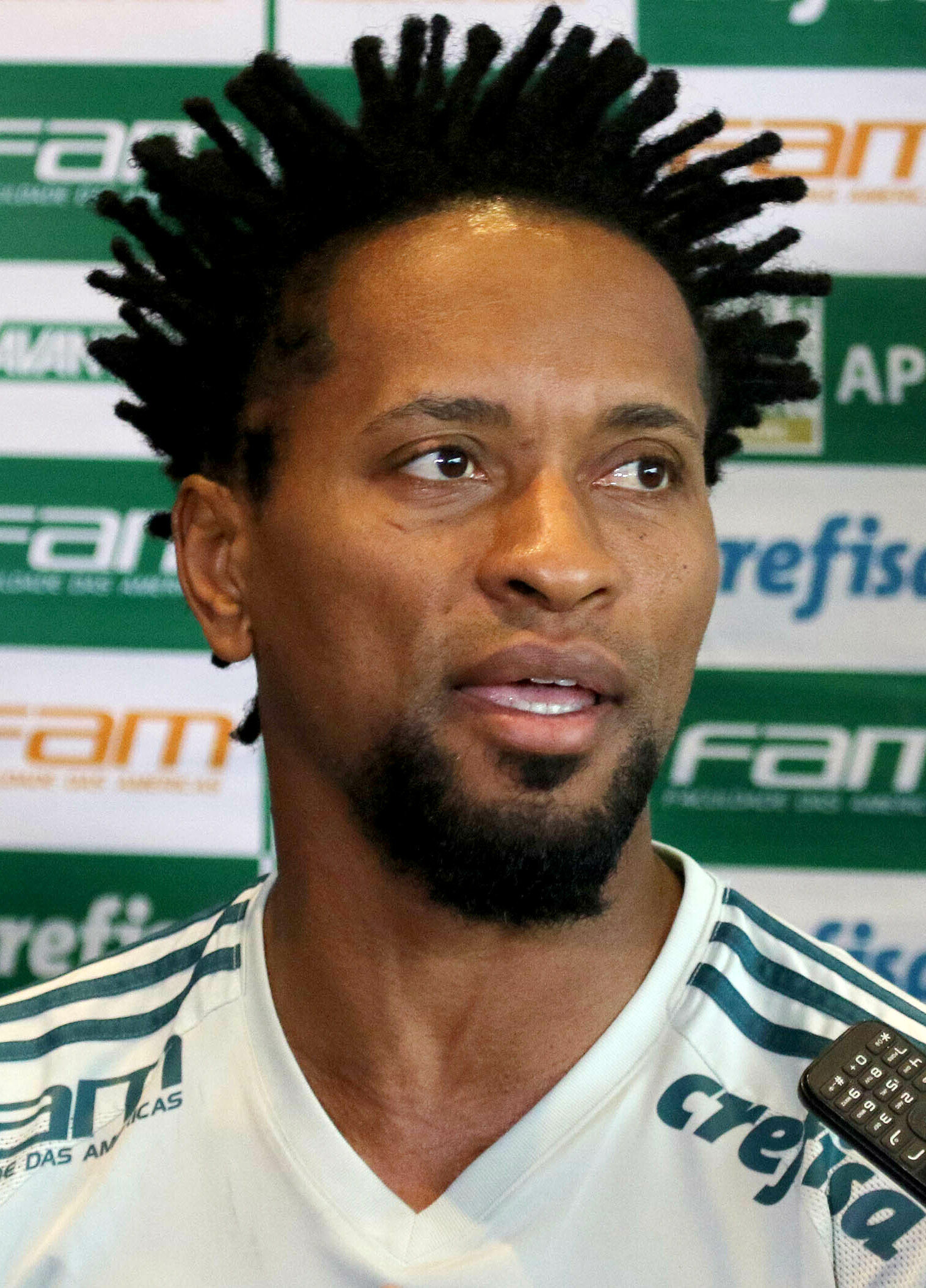
Zé Roberto (* 1974)

- Zé Roberto (* 1978), brasilianischer Fußballspieler
- Zé Roberto (* 1980), brasilianischer Fußballspieler
- Zé Sérgio (* 1957), brasilianischer Fußballspieler
- Zé Vitor (* 1982), portugiesischer Fußballspieler
- Ze, Raphaël Marie (1932–2011), kamerunischer Geistlicher, römisch-katholischer Bischof von Sangmélima
- Ze, Rong (161–197), General der Han-Dynastie
- Zé, Tom (* 1936), brasilianischer Liedschreiber und Komponist